# المدرسة (سلسلة تلفزيونية)
المدرسة (الكورية: 학교) هي سلسلة تلفزيونية كورية جنوبية، تنتجها شبكة KBS TV. أول موسم كان في عام 1999، واستمرت السلسلة لمدة أربع سنوات متتالية (حتى عام 2002) وعادت مرة أخرى أواخر سنة 2012. السلسلة بشكل أساسي تركز على تصوير الواقع المدرسي الكوري.

## القصة

### المدرسة 1
دراما عن المشاكل التي يواجهها المراهقون في المدارس، بين الدراسة والحب الأول والعائلة، وكيف يكافحون للتغلب عليها.

### المدرسة 2
تتمحور الدراما حول طلاب المدارس الثانوية الذين لا يضطرون فقط للتعامل مع المهام المدرسية ولكن سيتعين عليهم أيضًا مواجهة المشاكل التي تأتي مع كونهم شباب مثل الحب الأول والصداقة والشدائد.

### المدرسة 3
دراما عن المشاكل التي يواجهها المراهقون في المدرسة، بين الدراسة والحب الأول والعائلة والكفاح الحياتي.

### المدرسة 4
تدور دراما حول حياة الموظفين والطلاب في مدرسة سي وون للفنون الثانوية.

### المدرسة 2013
“المدرسة” هي عبارة عن دراما مدرسيّة لها شعبيّة كبيرة، تمَّ إطلاقها سنة 1999 واستمرّ بثّها إلى غاية 2002، تتعامل هذه الدراما مع شتّى القضايا والظروف التي يواجهها الطّلاب والمُدرّسون في مدرسة سونغ ري العُليا، هذا الموسم سيكون الخامس منذ 10 سنوات على آخر موسم تتعمّق هذه الدراما في تفاصيل حياة طلاّب المدرسة، المُتّصفين بانعدام التّواصل وكذا الإحساس كما أنها تكشف لنا بشكل واضح الواقع الحالي للمدارس وتظهر إنقسام الطّلاب بين قوّتي الخير والشّر في المدرسة.

### المدرسة 2015
تدور أحداث دراما “المدرسة 2015: من أنت؟” في أرقى مدرسة في كوريا بمقاطعة كانغنام في سيول. وتتحدث عن “Lee Eun Bi” وهي طالبة منبوذة كانت قد فقدت وتم إجادها لكنها فقدت ذاكرتها. فتغيرت شخصيتها لتصبح بعد ذلك فتاة مشهورة ومحبوبة في المدرسة. فتحاول أن إكتشاف كيف فقدت ذكرتها. وأثناء ذلك تكتشف الحقيقة والخبايا حول مدرستها الراقية والمشهورة.

### المدرسة 2017
تتحدث دراما “المدرسة 2017” عن طلاب الثانوية في عمر الثامنة عشر الذين يتم تقديرهم وفقًا لترتيبهم في المدرسة. على الرغم من شعورهم بالإحباط، هم يعلمون كيف يتصرفون بطريقتهم في هذا العالم الذي يبدو فقط كشيء دائم من المدرسة للمنزل.

### المدرسة 2021
هذه الدراما للمراهقين هي عمل يصور نمو الأحلام والصداقة والإثارة لـ 18 شابًا وُضِعوا في حدود غير محددة.

## أهم الشخصيات
| الممثلون            |
| جانغ هيوك           |
| تشوي غانغ هي        |
| كيم جيو ري          |
| Kim Min-sun         |
| يانغ دونغ جيون      |
| باي دونا            |
| سو آي               |
| ها جي وون           |
| Shim Ji-ho          |
| كيم مين هي          |
| Kim Heung-soo       |
| Ki Tae-young        |
| كبم راي وون         |
| Jae Hee             |
| إي يو وون           |
| إي دونغ ووك         |
| لي إن هاي           |
| Park Gwang-hyun     |
| جو إن سونغ          |
| Oh Soo-min          |
| Yeo Wook-hwan       |
| Won Sang-yun        |
| إم سو جونغ          |
| Baek Sung-woo       |
| كيم بو كيونغ        |
| غونغ يو             |
| لي يو ري            |
| إي جونغ سوك         |
| كيم وو بن           |
| بارك سي-يونغ        |
| ريو هيو يونج        |
| كيم سوهيون          |
| نام جوهيوك          |
| يوك سونغجاي         |
| كيم سي جونغ         |
| Kim Jung-hyun       |
| جانغ دونغ يون       |
| Choo Young-woo      |
| Kim Yo-han          |
| هوانغ بو ريوم بيول  |
| تشو يي هيون         |
| العاملين في المدرسة |
| Lee Chang-hoon      |
| يوم جونغ آه         |
| Seo Kap-sook        |
| Ahn Hong-jin        |
| Cho Jae-hyun        |
| Park Joo-mi         |
| Im Sung-min         |
| Yang Hee-kyung      |
| Yeon Kyu-jin        |
| Jung Jong-joon      |
| Jo Min-ki           |
| سون هيون-جو         |
| جانغ نا را          |
| تشوي دانيال         |
| إي بل مو            |
| هان جو وون          |
| أخروون              |
| جيون مي سيون        |
| هان سون هوا         |
| بارك إن هوان        |
| ------------------- |

## قائمة السلاسل
بدأت السلسلة في عام 1999واستمرت حتى عام 2002. توقف إنتاج السلسة لسنوات، ثما عادت مرة أخرى في أواخر سنة 2012 بجزء جديد.
القائمة:
| الموسم | تاريخ البث | عنوان        | التصنيفات | الشبكة        |
| ------ | ---------- | ------------ | --------- | ------------- |
| 1      | 1999       | المدرسة 1    | غير متاح  | قناة كي بي إس |
| 2      | 1999 2000  | المدرسة 2    | غير متاح  | قناة كي بي إس |
| 3      | 2000 2001  | المدرسة 3    | غير متاح  | قناة كي بي إس |
| 4      | 2001 2002  | المدرسة 4    | غير متاح  | قناة كي بي إس |
| 5      | 2013       | المدرسة 2013 | 18.3%     | قناة كي بي إس |
| 6      | 2015       | المدرسة 2015 | 9.7%      | قناة كي بي إس |
| 7      | 2017       | المدرسة 2017 | 7.0%      | قناة كي بي إس |
| 8      | 2021       | المدرسة 2021 | 2.8%      | قناة كي بي إس |

## الإنتاج
تم إنتاج أول 4 مواسم من السلسلة بواسطة شبكة كي بي إس، والمواسم الأخرى بتعاون مع شركات الإنتاج المختلفة، عمل في السلسلة مختلف المخرجين والمنتجين والكتاب وشارك كثير من الممثلين الكوريين المشهورين.

## روابط خارجية
المدرسة على موقع IMDb (الإنجليزية)
- المدرسة على موقع قاعدة بيانات الفيلم (الإنجليزية)